# Pteromalus musaeus
Pteromalus musaeus är en stekelart som beskrevs av Walker 1844. Pteromalus musaeus ingår i släktet Pteromalus och familjen puppglanssteklar. Arten är reproducerande i Sverige. Inga underarter finns listade i Catalogue of Life.